# Bolshaya Sportivnaya Arena
La Bolchaïa Sportivnaïa Arena (en russe : Большая Спортивная Арена) est un stade de football situé à Tiraspol dans la région de Transnistrie en Moldavie. Il fait partie intégrante du Complexe sportif Sheriff en tant que stade principal.
C'est le domicile du FC Sheriff Tiraspol et du FC Tiraspol, deux clubs qui évoluent en Championnat de Moldavie de football. Le stade a une capacité de 13 300 places.

## Histoire
Inauguré en juillet 2002, ce stade moderne a été conçu et bâti selon les recommandations techniques de l'UEFA.

## Description
Il est équipé de sièges individuels repliables et toutes les tribunes sont couvertes d'un toit pour protéger les spectateurs des mauvaises conditions météorologiques. L'éclairage du terrain de jeu est réalisé à partir du toit des tribunes est et ouest, et dans 4 modes : 400, 800, 1200 et 1600 lux. Le stade est équipé d'un système de diffusion de la TV en direct. Au-dessus de la tribune sud se trouve le tableau d'affichage vidéo.

## Galerie

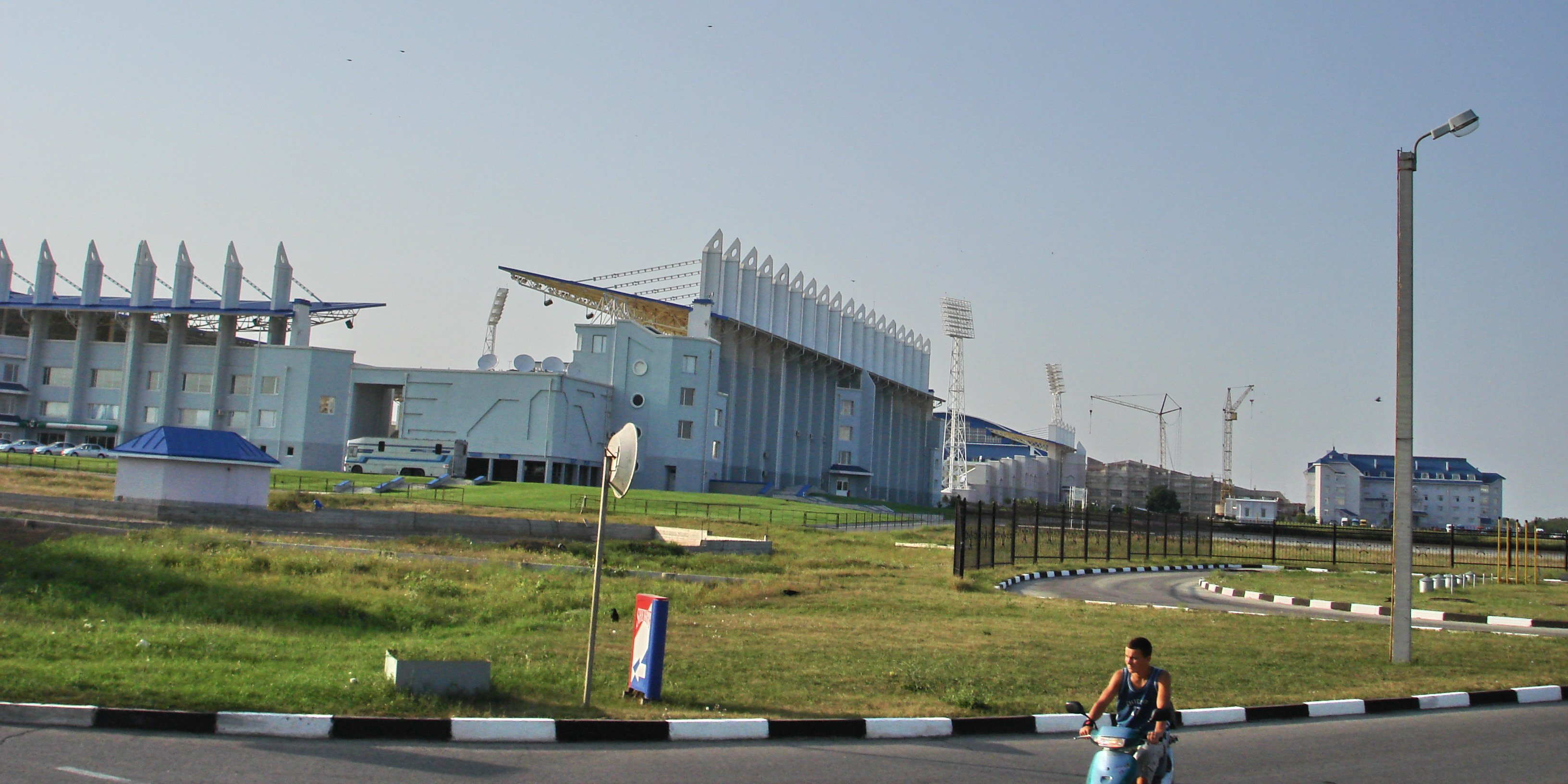
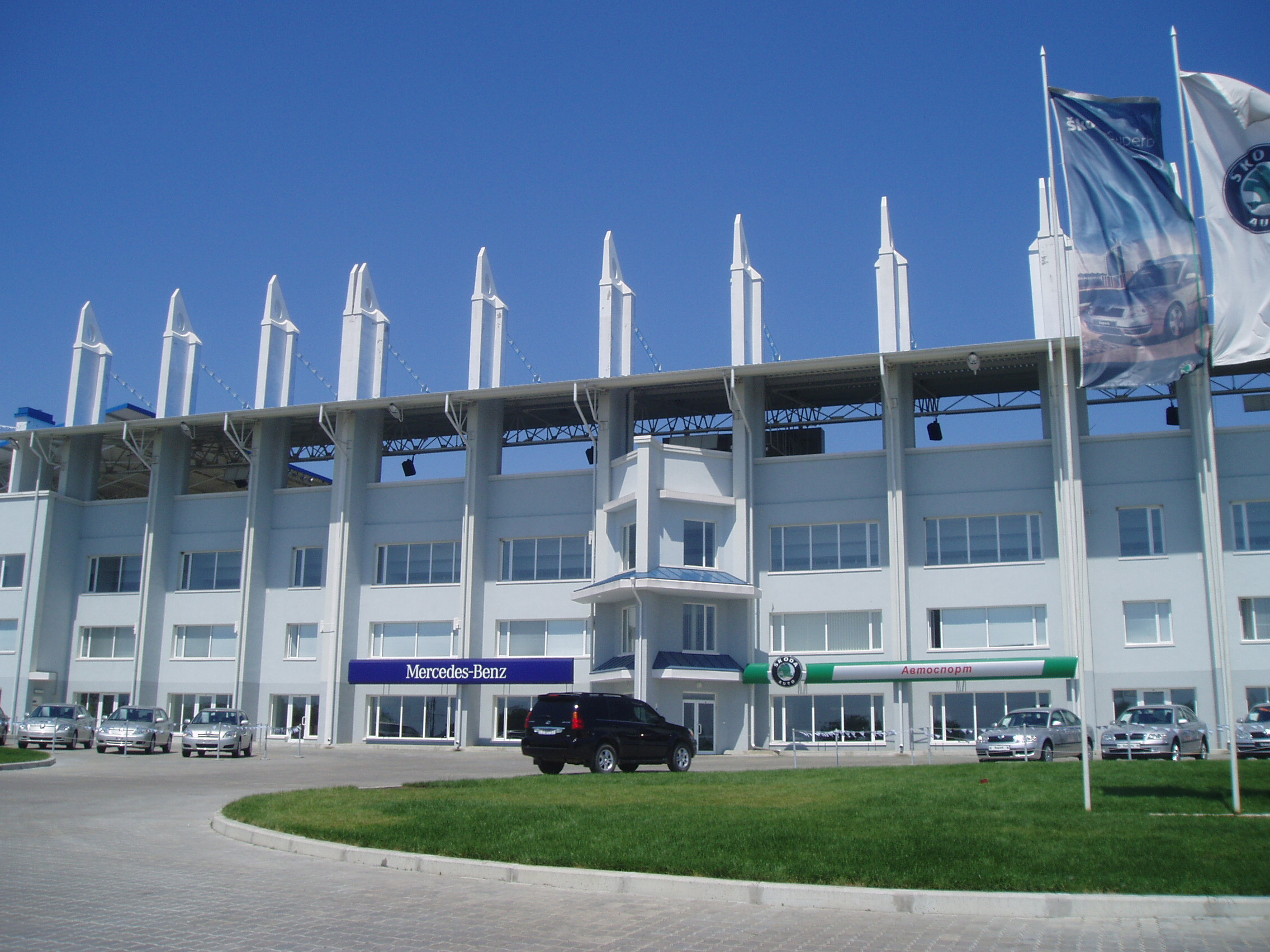
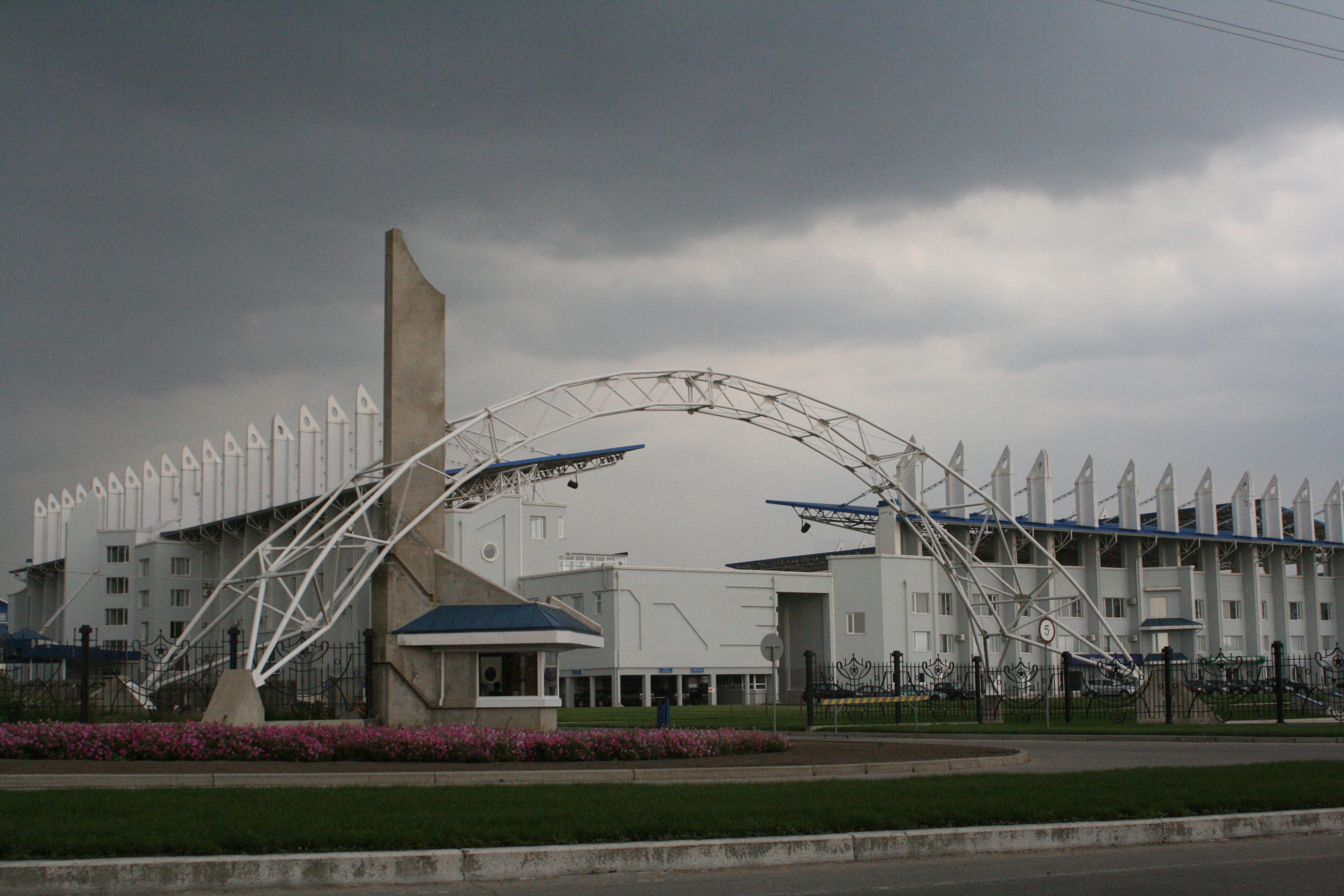
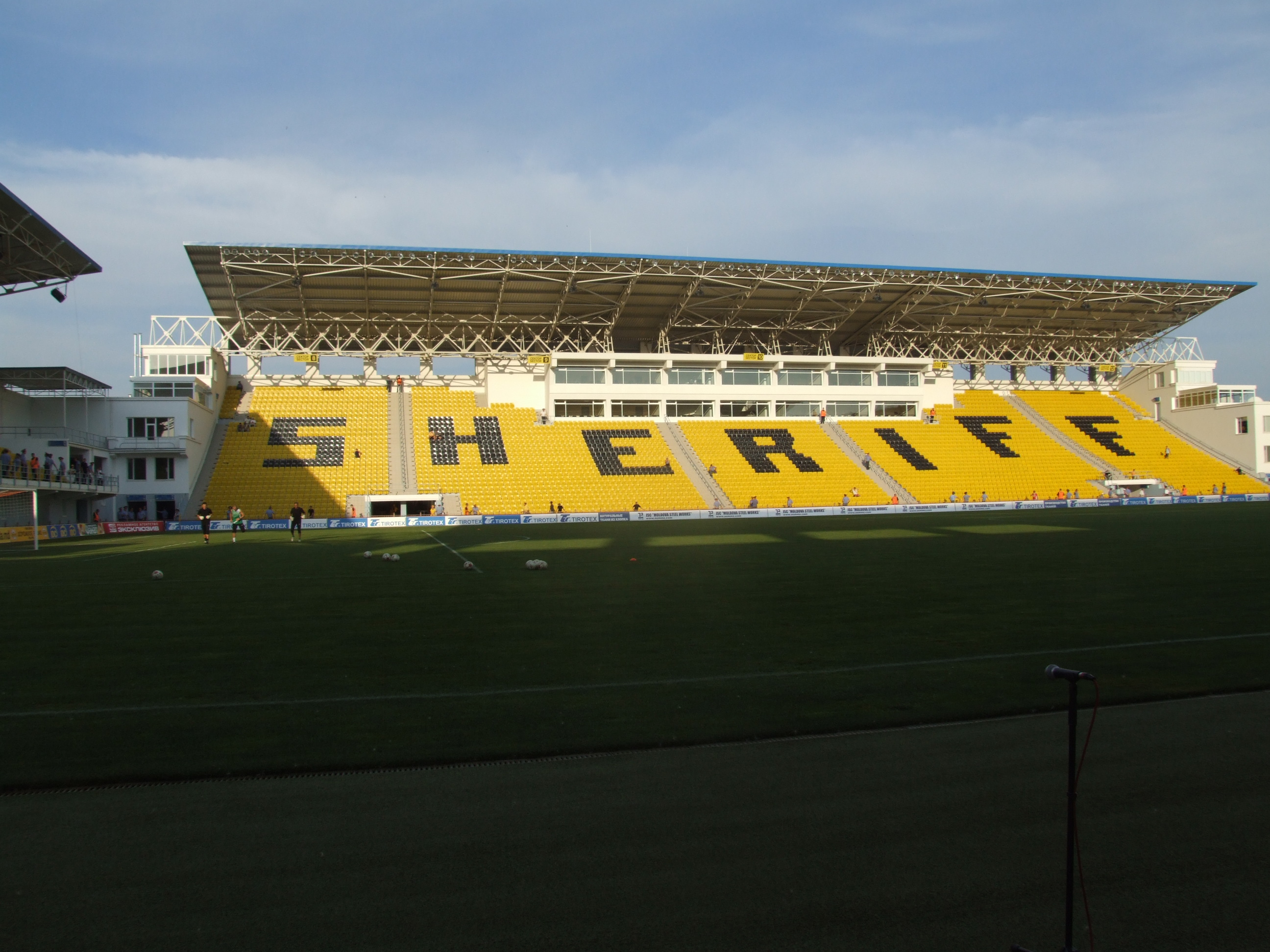